# Burg Kamenica
Die Burg Kamenica war eine Burg östlich des Dorfes Kamenica in der östlichen Slowakei. Sie wurde während der Regentschaft der Árpáden Mitte des 13. Jahrhunderts erbaut. Sie diente der militärischen Absicherung von Straßenverbindungen zwischen Ungarn und Polen sowie als Jagdsitz des Königs. Erste Besitzerin der Burg war die Familie Tarczay. Am 12. Juni 1556 wurde die Festung von der Armee Ferdinand I. von Habsburg unter General Zsigmond Forgách erobert und zerstört. 
Die Ruine kam später mit dem gleichnamigen Dorf in den Besitz der ungarischen Fürstenfamilie Dessewffy, der auch der Publizist József Dessewffy angehörte. Die Besitzerfamilie Tahy brach 1816 den größten Teil der verbliebenen Anlage ab, um daraus Steine für ihre Brennerei im nahe gelegenen Lúčka zu gewinnen.  
Die Ruine steht unter Denkmalschutz (siehe Liste der denkmalgeschützten Objekte in Kamenica (Slowakei)).